# Reto-Romaans
Het Reto-Romaans (Reto-Romaans: Rumantsch, Rumauntsch of Romontsch), ook wel gespeld als Rheto-Romaans, of Alpenromaans, is een taal of variëteit in de Zwitserse Alpen die behoort tot de Reto-Romaanse talen, binnen de grotere groep van de Romaanse talen. Het is de enige in Zwitserland gesproken taal die buiten dat land nergens officieel is. Wel heeft het verwante Ladinisch een officiële status in Zuid-Tirol.

## Sprekers
Het Reto-Romaans (ter plaatse meestal kortweg: Rumantsch) had in 2000 ruim 36.000 sprekers en heeft in het drietalige kanton Graubünden de status van officiële taal. Volgens artikel 70 van de Zwitserse Grondwet van 1999 heeft Zwitserland officiële talen, zijnde het Duits, het Frans en het Italiaans, en in contact met Reto-Romaanstaligen ook Reto-Romaans. De kantons kunnen zelf hun officiële talen bepalen, maar moeten rekening houden met hun taalminderheden.
Problematisch is in dit verband steeds de heterogeniteit van de taal geweest: er zijn vijf hoofddialecten, waarvan de uitersten onderling moeilijk verstaanbaar zijn en de overgangsdialecten leggen te weinig gewicht in de schaal om als compromis te kunnen dienen. De meeste sprekers telt het Surselvisch, de westelijkste variant, gevolgd door het Vallader, de oostelijkste. Sinds 1982 bestaat het Rumantsch Grischun, een kunstmatige standaardtaal die berust op de drie grootste dialecten en in het onderwijs wordt gebruikt, maar die niemands moedertaal is en die onder de Reto-Romaanstaligen weinig sympathie geniet.

## Dialecten
Het Reto-Romaans omvat de volgende vijf dialecten:
- Het Surselvisch in het dal van de Voor-Rijn en elders in het Bündner Oberland, Surselva is een andere naam voor het Bündner Oberland.
- Het Sutselvisch in het Schamsertal en het Surmeirisch in Oberhalbstein en het Albulatal, samen het Mittelbündnerisch,
- Het Vallader en het Puter, respectievelijk in het Unter-Engadin en het Ober-Engadin (het dal van de Inn) die samen Engadinisch of Ladinisch worden genoemd (de laatste term niet te verwarren met het Ladinisch van de Dolomieten). Deze beide varianten lijken wat meer op het Italiaans.

Veel moedertalige Reto-Romanen wonen inmiddels buiten Graubünden, bijvoorbeeld in Zürich of Genève.

## Classificatie
De taal kan als volgt geclassificeerd worden:
- Indo-Europees
  - Italisch
    - Romaans
      - West-Italisch
        - Gallo-Iberisch
          - Gallo-Romaans
            - Reto-Romaanse talen
              - Reto-Romaans

## Media
Radiotelevisiun Svizra Rumantscha is de publieke omroep voor sprekers van het Reto-Romaans, die radio- en televisie-uitzendingen maakt. Alle radio-uitzendingen worden uitgezonden op Radio Rumantsch, de televisie-uitzendingen worden uitgezonden op de televisiezenders van het Duitstalige SRF en het Italiaanstalige RSI, daar de hoeveelheid televisie-uitzendingen (90 minuten per week) geen eigen zender toelaat.

## Afbeeldingen

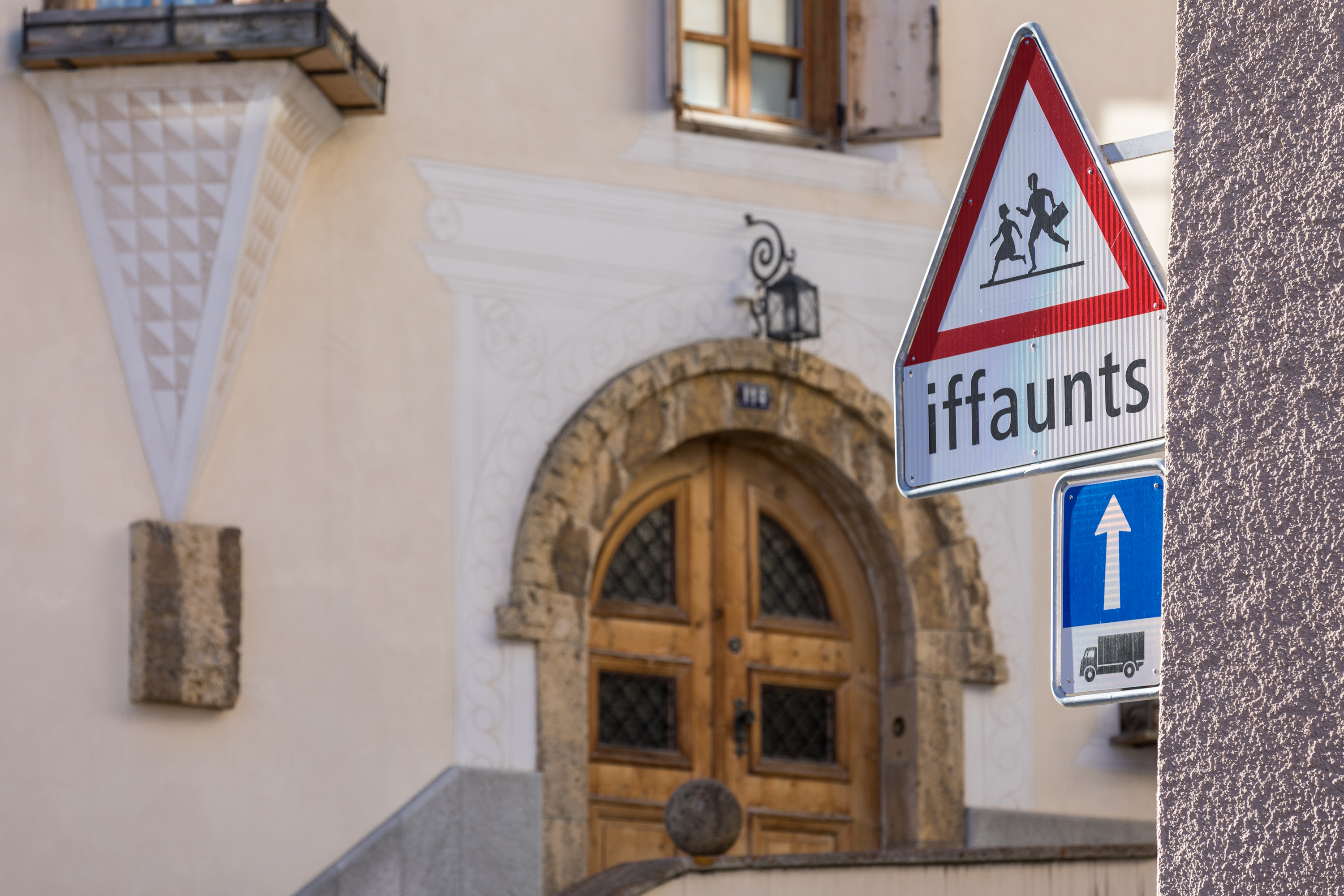
Iffaunts (kinderen) in het Reto-Romaans
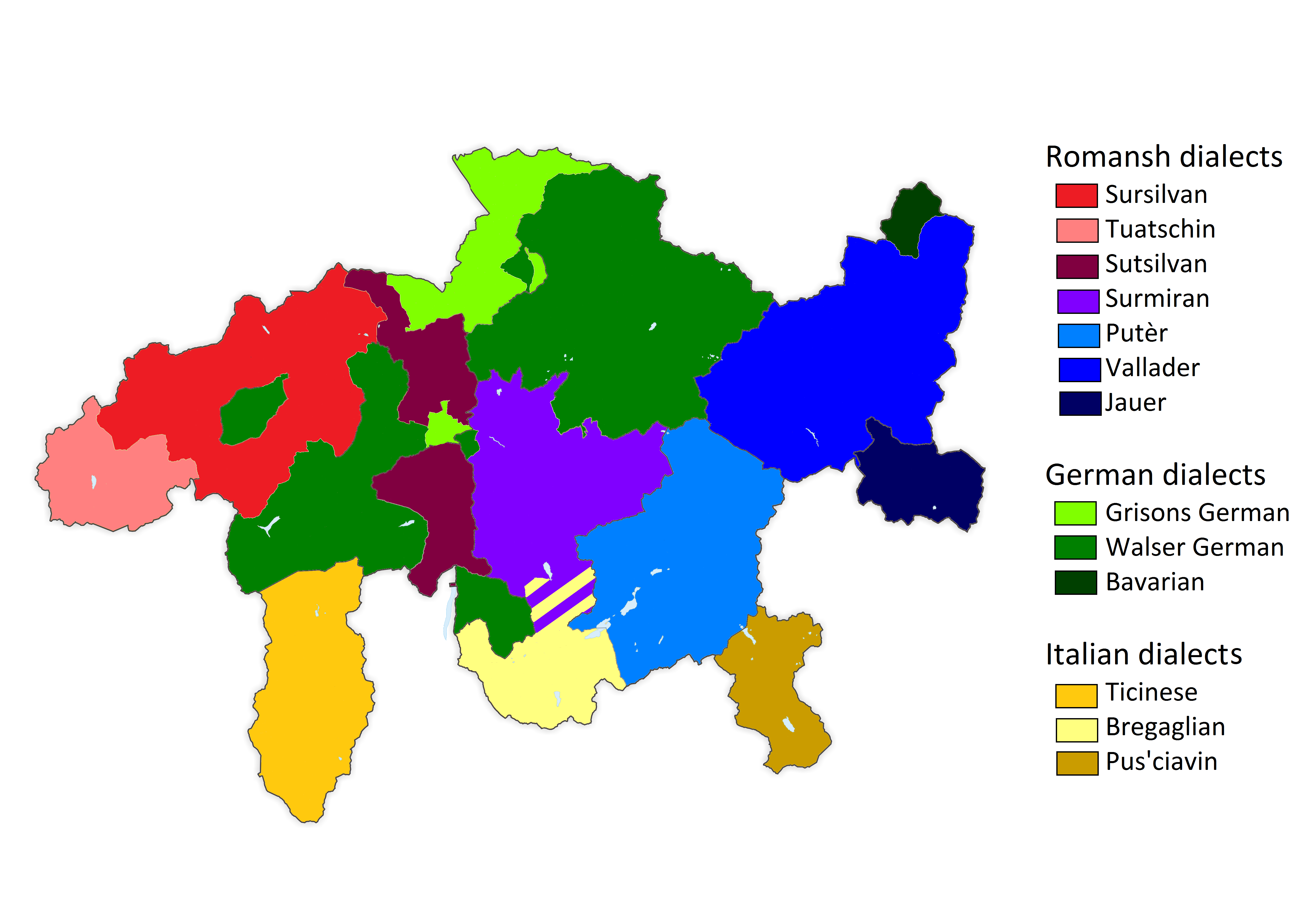
Talen en dialecten in Graubünden
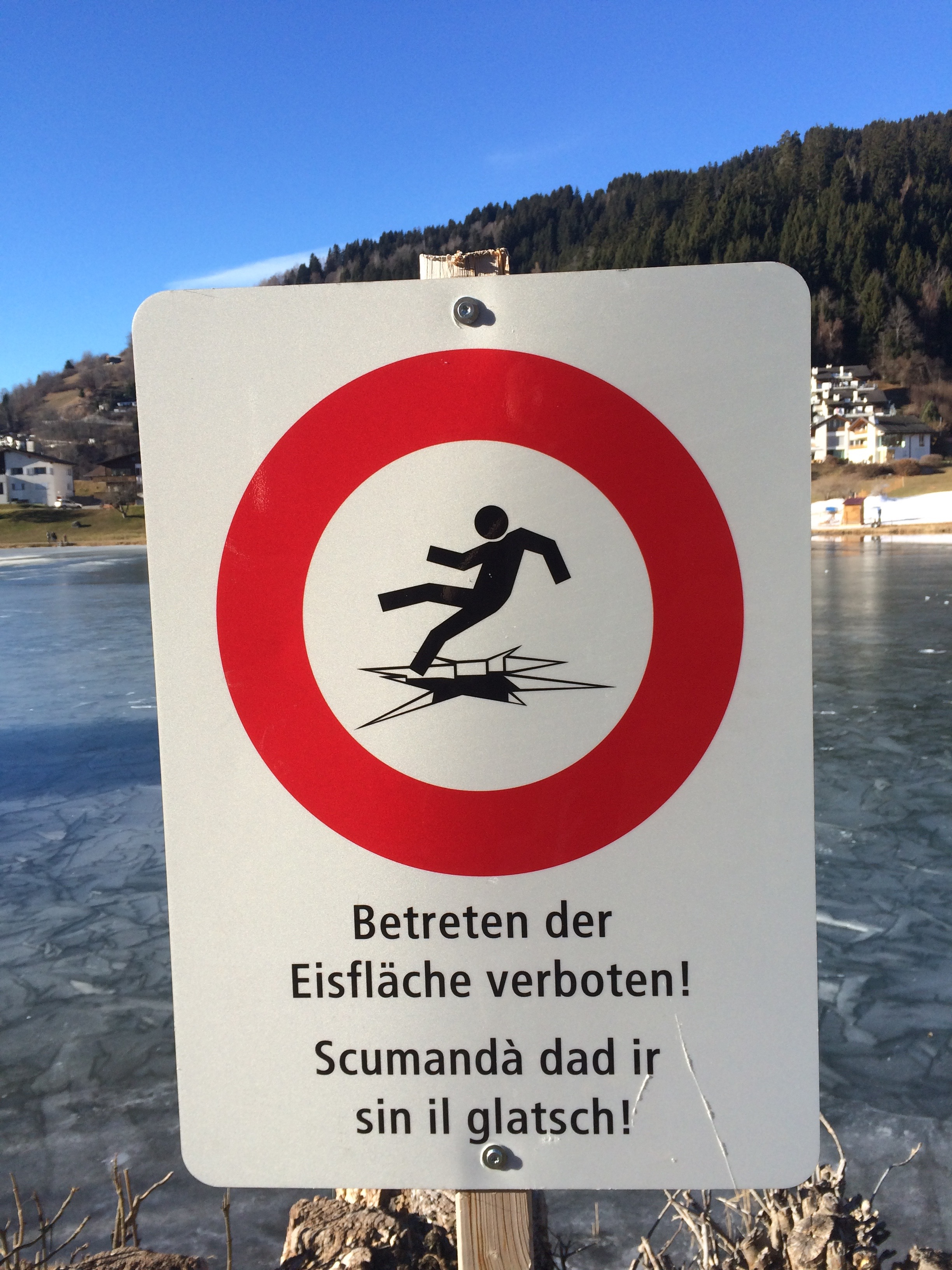
"Verboden te betreden" in Reto-Romaans
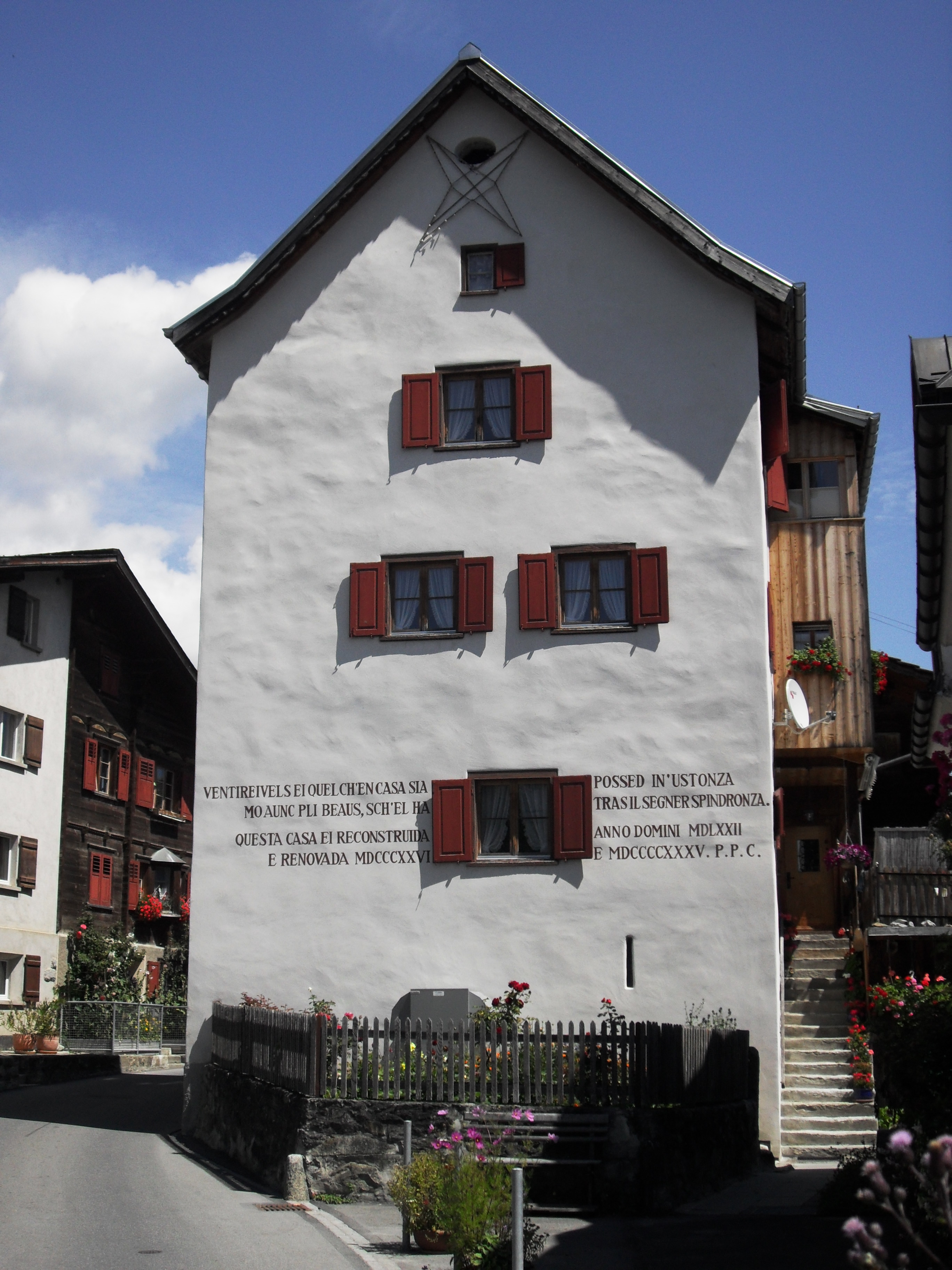
Huis met opschrift in Waltensburg/Vuorz
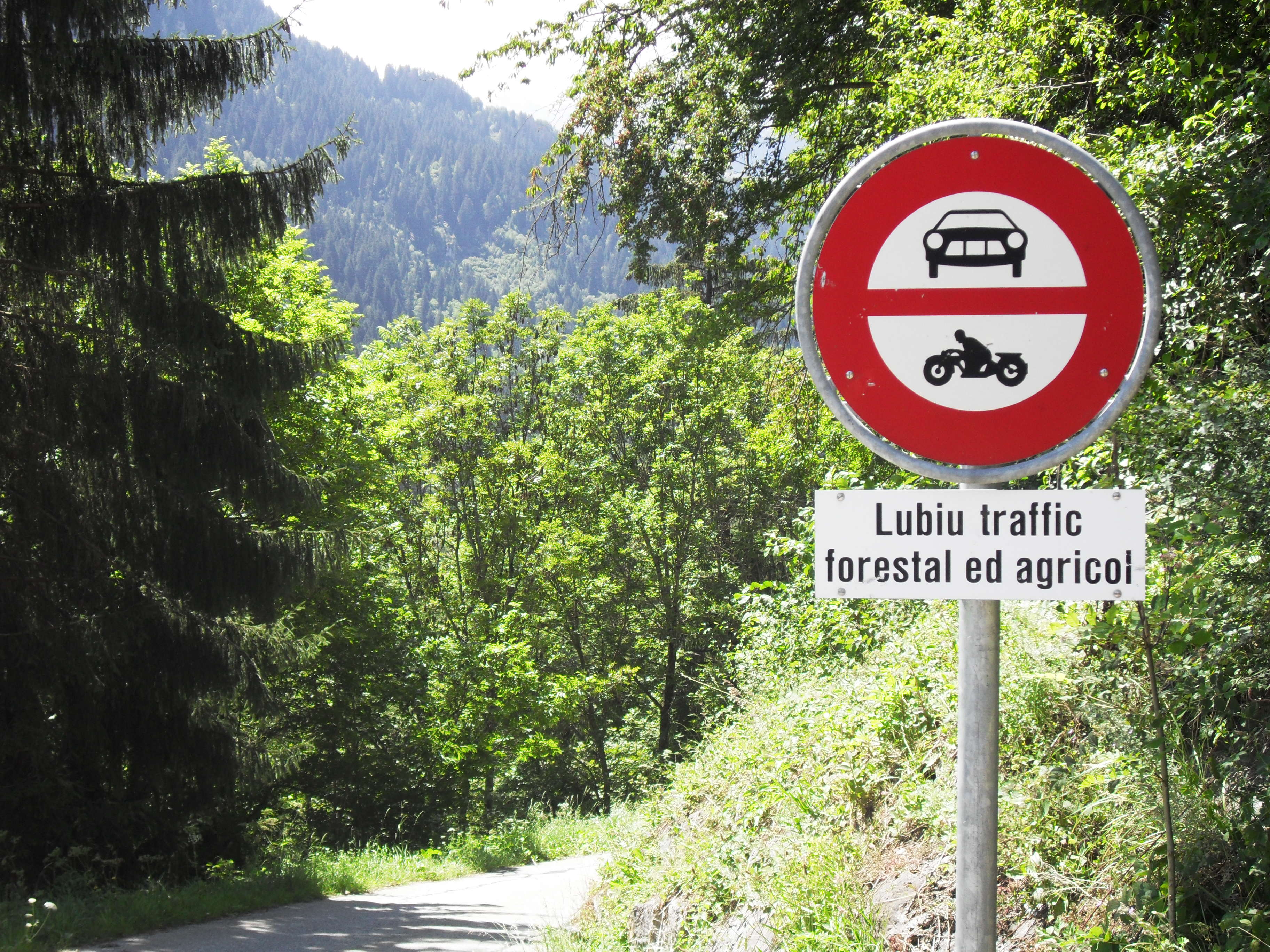
Reto-Romaans opschrift in Waltensburg/Vuorz
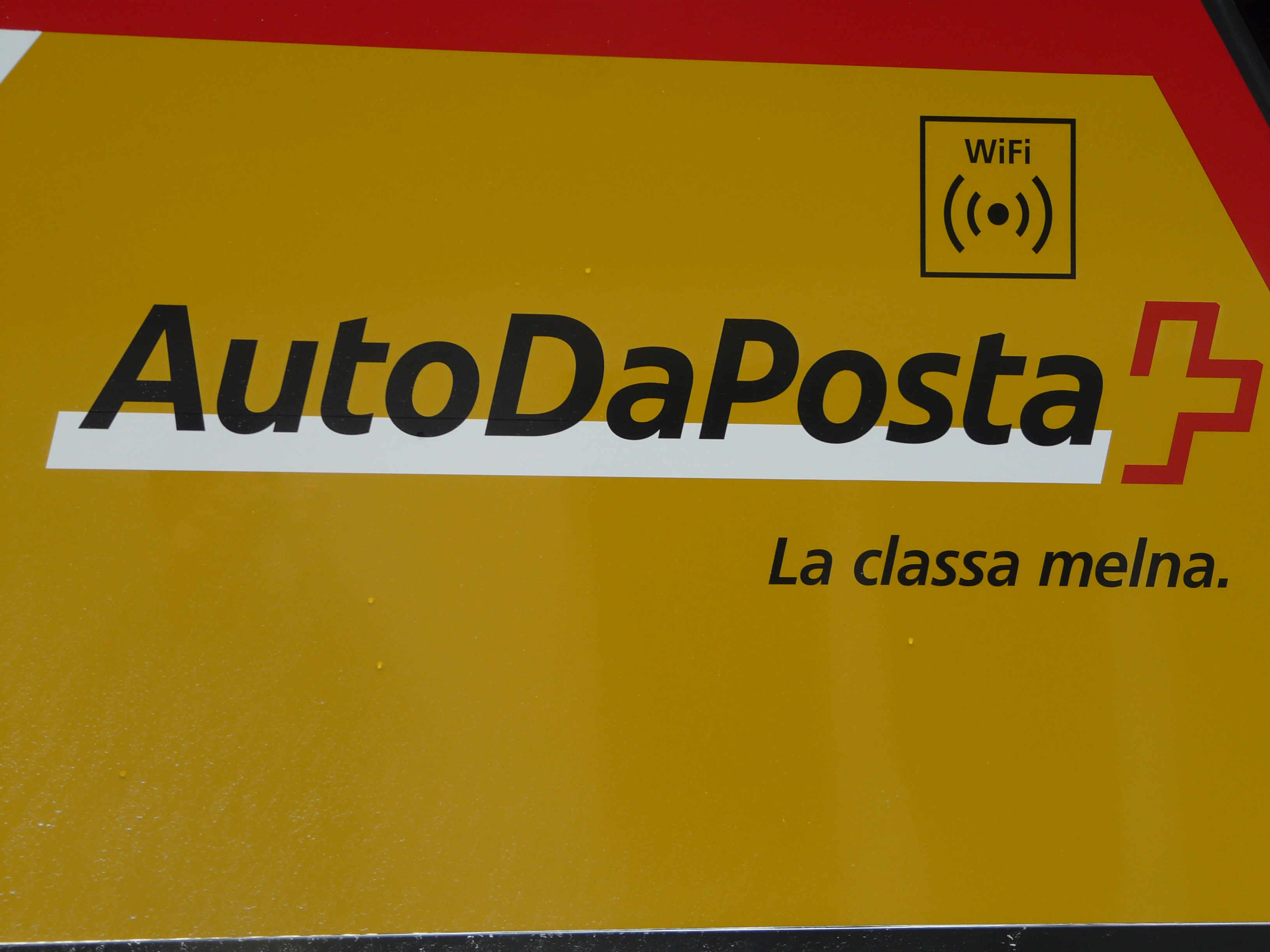
Reto-Romaans opschrift op een PostAuto
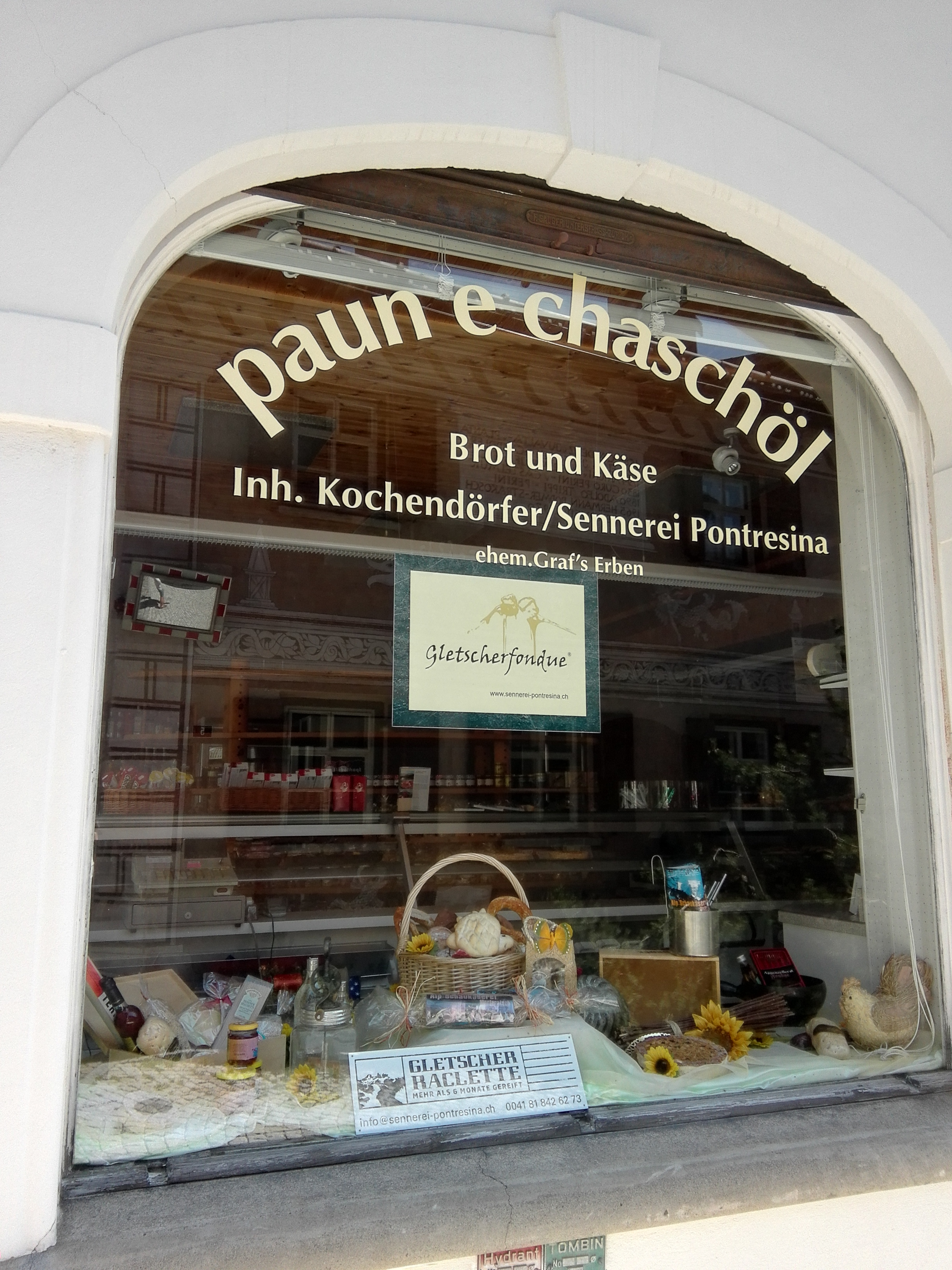
paun e chaschöl (brood en kaas)